# Uzhhorodskyi (huyện)
Huyện Uzhhorodskyi (tiếng Ukraina: Ужгородський район, chuyển tự: Uzhhorodskyis’kyi raion) là một huyện của tỉnh Zakarpattia thuộc Ukraina. Huyện Uzhhorodskyi có diện tích 866 kilômét vuông, dân số theo điều tra dân số ngày 5 tháng 12 năm 2001 là 65514 người với mật độ 76 người/km2. Trung tâm huyện nằm ở Uzhhorod.